# Ćevapčići

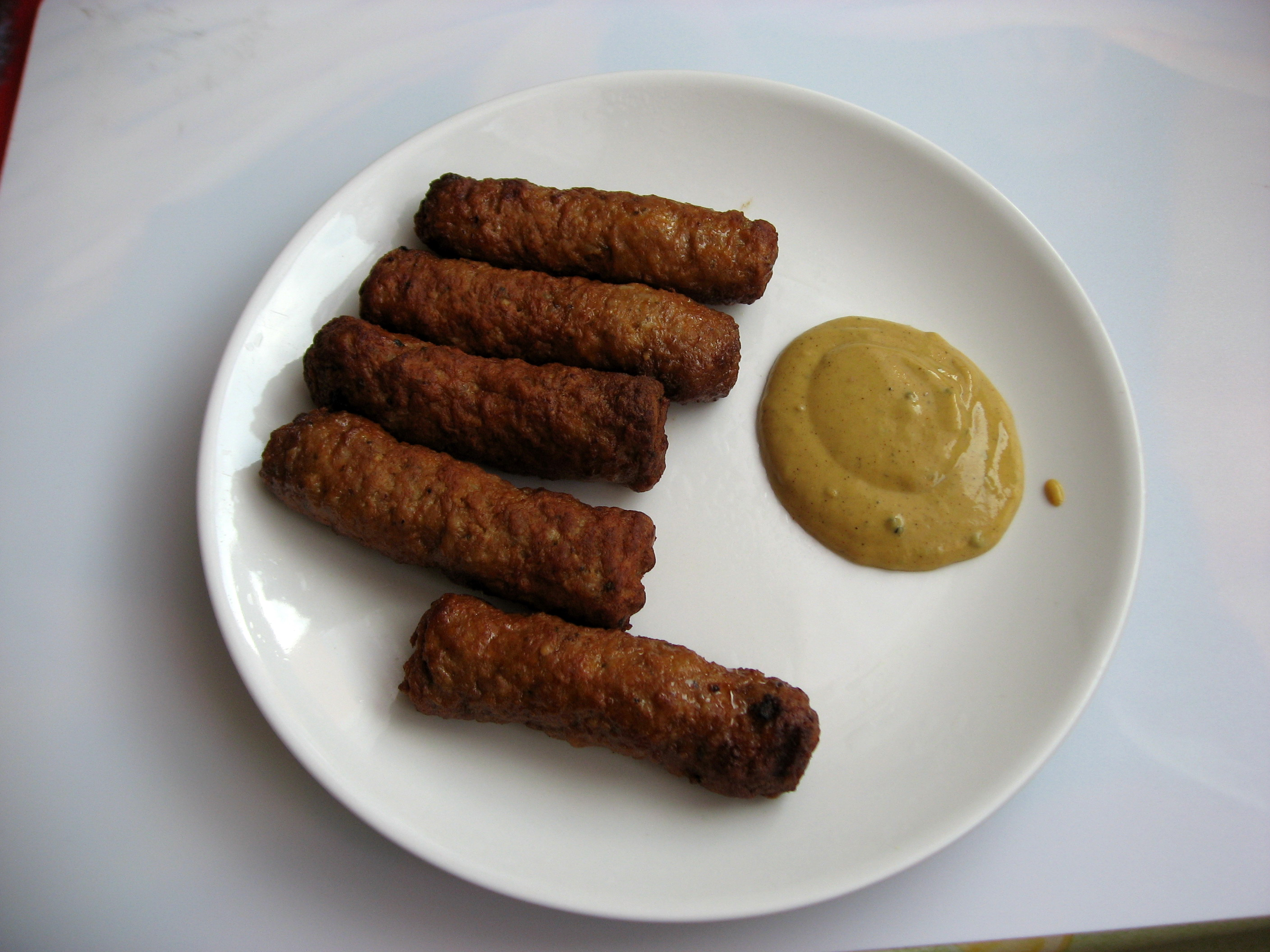
Ćevapčići

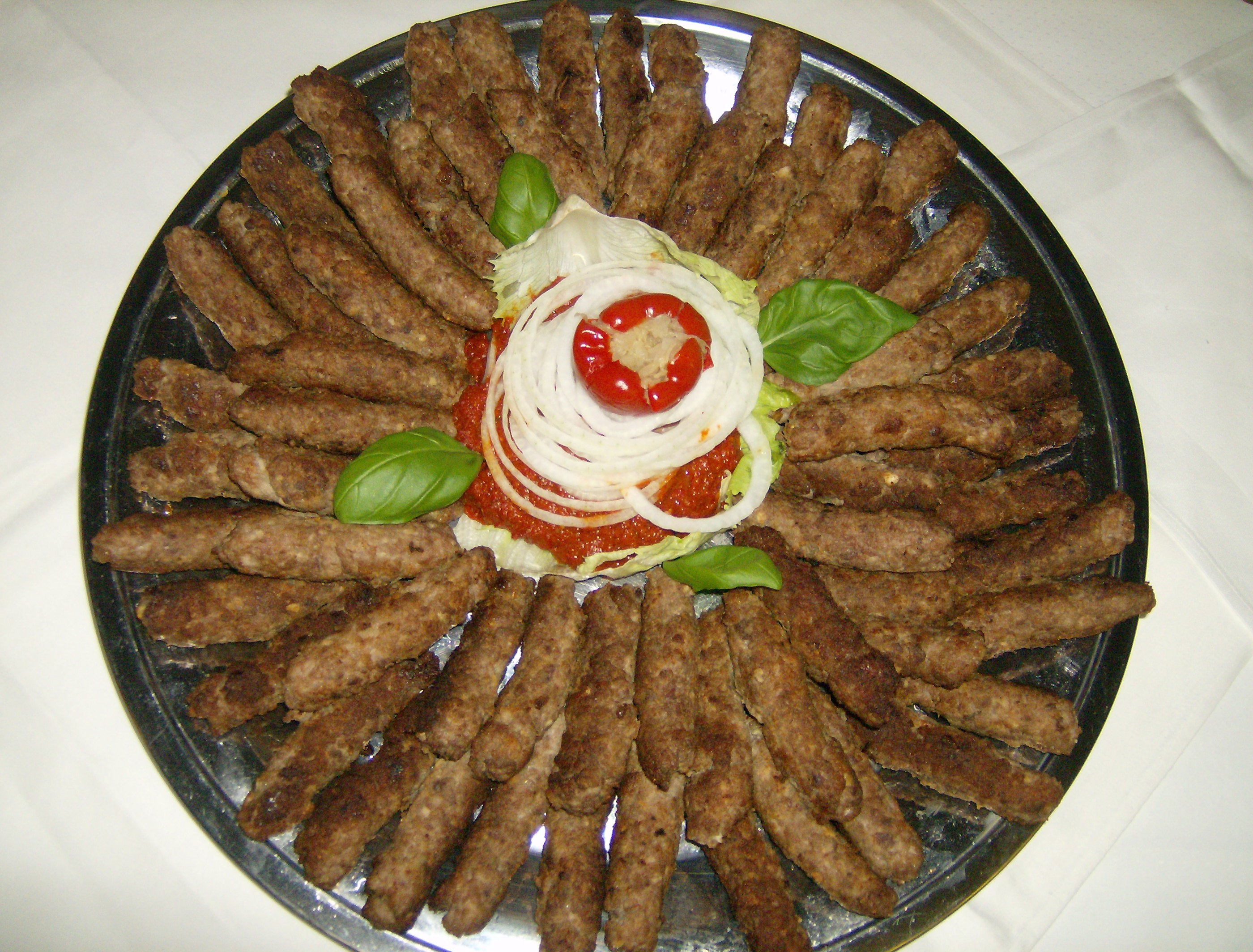
Schaal met ćevapčići

Ćevapčići of Ćevapi is een vleesgerecht van de Balkan. Het is het nationale gerecht van zowel Bosnië en Herzegovina als Servië. Samenstelling en bereidingswijze van de gegrilde gehaktrolletjes kan regionaal verschillen. De naam komt van het Turkse woord 'kebab', wat de invloed van de Ottomaanse keuken op de Balkan weerspiegelt. Het gerecht heeft zijn oorsprong in de middeleeuwen, toen de Balkan deel uitmaakte van het Ottomaanse Rijk.
Het gerecht wordt meestal in porties van vijf tot tien verkocht in een lepinje of somun (pita), er worden vaak uien, sla, ajvar of kajmak bij geserveerd.
Ćevapčići wordt veel gegeten in Bosnië en Herzegovina, Servië, Kroatië, Slovenië, Tsjechië, Montenegro, Albanië, Bulgarije, Kosovo en Noord-Macedonië. In Roemenië bestaat een verwant gerecht, mititei geheten.

## Naam

### Etymologie
Het woord komt van het Perzische woord kebab, dat tevens in het Turks gangbaar is. In het Turks is de kebabçı de man die kebab maakt. Via de Ottomanen is dit woord waarschijnlijk op de Balkan gekomen en vervormd tot ćevapčići.

### Benamingen in diverse talen
- Bosnisch, Kroatisch, Sloveens: ćevapčići/ćevapi
- Montenegrijns, Servisch: Ћевапчићи/Ћевапи - ćevapčići/ćevapi
- Macedonisch: Ќебапи, (kjebapi)
- Bulgaars: Кебабчета, (kebabcheta)
- Tsjechisch: čevabčiči
- Albanees: Qebapa/Qebabët